# Vallis Baade
Vallis Baade – dolina księżycowa o długości 203 km, której środek ma współrzędne selenograficzne 45,9° S; 76,2° W. Dolina jest położona na południe od gór Montes Cordillera. Dolinę nazwano na cześć niemieckiego astronoma Waltera Baade, nazwa została zatwierdzona przez Międzynarodową Unię Astronomiczną w roku 1964.